# Довейко, Владимир Владимирович
Владимир Владимирович Довейко (25 мая 1922 — 1 июля 2002) — советский российский артист цирка (акробат), актёр. Народный артист СССР (1989).

## Биография
Владимир Довейко работал в цирке с 1931 года, начинал в труппе акробатов Чанышевых, затем — солист в акробатической труппе Брайтонс. Ученик своего дяди — Семёна Николаевича Понукалина (р. 1909). Владел жанрами гимнастики, жонглирования, эквилибра.
Участник войны — лётчик, гвардии лейтенант, командир бомбардировщика Б-25 «Митчелл». Окончил Новосибирскую лётную школу, затем — высшую школу ночных лётчиков. Совершил 46 боевых вылетов, участвовал в ночных бомбардировках Берлина, Бреслау, Фюрстенвальде в составе 341 бомбардировочного авиаполка 18-й воздушной армии.
В 1946 году в цирке на Цветном бульваре в Москве создал групповой номер «Акробаты-прыгуны с подкидными досками», где сам был солистом и с которым выступал на протяжении нескольких десятилетий на манежах Советского Союза и многих стран мира. В 1969 году создал новый номер — «Романтики».
В 1995 году на базе Центра циркового искусства в Москве создал акробатический аттракцион «Русь — краса дерзновенная».
Владимир Довейко — разносторонний артист, исполнял стихотворные монологи в парадах-прологах, играл главные роли в цирковых пантомимах («Подвиг», 1975), снимался в кино.
Скончался 1 июля 2002 года в 11.00 утра в больнице им. Н. В. Склифосовского в Москве. 4 июля 2002 года с артистом попрощались в цирке на проспекте Вернадского. Похоронен на Троекуровском кладбище.

### Династия
Владимир Довейко — из цирковой семьи Яроцких, известных под псевдонимами — Кнок (дедушка и бабушка) и Кронец (мать).
- Мать — Лидия Кронидовна Яроцкая-Кронец (1903—1989), танц-жонглёр[5].
- Отец — Владимир Казимирович Довейко (1899—1968), эквилибрист, исполнитель номера «Эквилибр на свободной проволоке».
- Сын — Владимир Довейко (р. 1951), акробат, режиссёр, окончил ГИТИС (1975), заслуженный артист России (1992), народный артист России (2000). Был учеником, затем артистом в номере отца (1965—1979), исполнял уникальные трюки с подкидной доски на одной ходуле. В его номере участвует жена — Ирина Сергеевна Довейко (р. 1951, в цирке с 1967). В 1980 году создала сольный номер «Танцы с хула-хупами».
- Жена — Марина Ивановна Довейко (р. 1959), вошла в труппу в 1976 году, мастер спорта СССР по акробатике (1975), заслуженная артистка России (1993).
- Сын — Владислав Довейко (р. 1982), в труппе с 1996 года.

## Звания и награды
- Заслуженный артист РСФСР (15 октября 1958)
- Народный артист РСФСР (30 сентября 1969)
- Народный артист СССР (17 августа 1989)
- Орден Красного Знамени[6]
- Орден Красной Звезды (1945)
- Орден Отечественной войны II степени (1985)
- Орден «Знак Почёта» (14 февраля 1980) —  за заслуги в развитии советского циркового искусства[7][8].
- Орден «За заслуги перед Отечеством» IV степени (17 декабря 1994) — за заслуги перед народом, связанные с развитием  российской государственности, достижениями в труде, науке, культуре, искусстве, укреплением дружбы и сотрудничества между народами[9]
- Медаль «За победу над Германией в Великой Отечественной войне 1941—1945 гг.»
- Медаль «За взятие Берлина»
- Лауреат Всесоюзного циркового конкурса (1949, номер «Акробаты — прыгуны»)
- Лауреат Международного конкурса цирка в Монте-Карло (1985, номер «Романтики» — высшая цирковая награда «Золотой клоун»)
- Лауреат Международного конкурса цирка в Сантьяго (Чили) (1993, номер «Романтики» — награда «Золото»)[10].
- Лауреат Международного конкурса цирка в Будапеште[11]
- Благодарность Президента Российской Федерации (27 апреля 2002) — за большой вклад в развитие отечественного циркового искусства[12]
- Премия «Цирк-2002» в номинации «Легенда мирового цирка» (2002, Национальная академия циркового искусства России)[6].

## Фильмография

### Роли
- 1970 — Мишка принимает бой — Рудольф Штарке, воспитатель
- 1972 — Всадники — немецкий солдат (акробат, охранял лошадей и купался в бочке)
- 1973 — «Много шума из ничего» — Бораччио
- 1973 — Самый сильный — Див
- 1974 — Чисто английское убийство — Сайкс, помощник Роберта Уорбека
- 1975 — Путешествие миссис Шелтон — сыщик из Скотланд-Ярда
- 1975 — Соло для слона с оркестром — эпизод, цирковой номер «Романтика» — акробаты-прыгуны

### Участие в фильмах
- 1951 — На арене цирка (документальный)
- 1983 — Конкурс (документальный) — руководитель номера «Акробаты на подкидной доске»

### Архивные кадры
- 2007 — Владимир Довейко (из цикла передач телеканала ДТВ «Как уходили кумиры») (документальный)